# Арістонік (полководець)
Арістонік — полководець єгипетської держави Птолемеїв, котрий діяв на початку 2 століття до н. е.
Арістонік з раннього дитинства виховувався разом із царем Птолемеєм V. Хоча він і був євнухом, проте, за словами Полібія, був народжений для війни та більшість часу провадив займаючись військовою справою. Також цей грецький історик повідомляє, що Аристонік вирізнявся мужністю та відвагою, був привітний, ввічливий у спілкуванні та мав від природи сильну схильність робити людям добро.
У 181 р. до н. е. на честь Арістоніка видали декрет, папіруси з яким дійшли до нас у частково пошкодженому вигляді. Із них відомо, що починаючи з 199 та по 190 роки до н. е. він брав участь у придушенні повстання автохтонного населення у Верхньому Єгипті (відносно цього конфлікту ми знаємо, що в 191/190-му царська армія під командуванням полководця Комануса захопила Фіви — старовинну південну столицю країни).
Одразу після цього, ймовірно, у тому ж 190 р. до н. е., Арістоніку довірили рейд на фінікійський Арвад. Загін під його командуванням захопив як це розташоване на острові місто, так і його перею (земельні володіння на узбережжі). Вони, включно зі святилищами, були піддані розграбовуванню, а єгипетське військо повернулось додому із багатою здобиччю. Але, незважаючи на успішність самого рейду, це не допомогло Єгипту отримати зиск від поразки володаря Арвада Антіоха III від римлян.
Коли у 184/183 році в Нижньому Єгипті вибухнуло чергове повстання автохтонів, Арістоніку доручили набір найманців у Греції. Втім, по зворотньому прибутті до Навкратісу йому залишалось лише передати навербованих вояків Птолемею V, котрий повертався до Александрії після розправи над заколотниками.
Відомо, що Арістонік носив титул синтрофоса, яким в елліністичних царствах позначали особу, котра є близьким другом правителя. Також він обіймав в Александрії значущу посаду жерця культів Александра Великого та Лагідів. У Дельфах, славетних своїм святилищем Аполлона, Арістонік став проксеном, тобто чужоземцем, котрий надав полісу цінні послуги та отримав за це у ньому привілеї.